# 查尔斯·曼林
查尔斯·曼林（英語：Charles Manring，1929年8月18日—1991年8月7日），美国男子赛艇运动员。他曾代表美国参加1952年夏季奥林匹克运动会赛艇比赛，获得男子八人单桨有舵手金牌。